# Љубав (ТВ филм)
„Љубав ” је југословенски ТВ филм из 1968. године. Режирао га је Јоаким Марушић а сценарио је написао Јоаким Марушић по делу Динка Шимуновића.

## Улоге
| Глумац           | Улога |
| ---------------- | ----- |
| Павле Богдановић |       |
| Хелена Буљан     |       |
| Љубица Јовић     |       |
| Емил Кутијаро    |       |
| Борис Михољевић  |       |
| Миа Оремовић     |       |